# Département de Catán Lil
Le département de Catán Lil est une des 16 subdivisions de la province de Neuquén, en Argentine. Son chef-lieu est la ville de Las Coloradas.
Le département a une superficie de 5 490 km2. Sa population s'élevait à 2 469 habitants en 2001. Selon les estimations de l'INDEC argentin, en 2005, il avait 3 253 habitants.

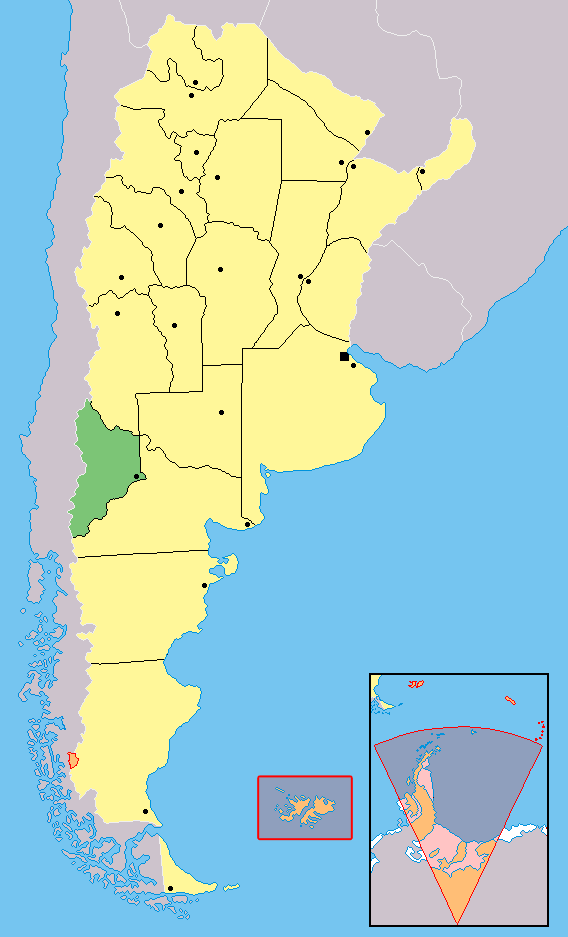
Localisation de la province de Neuquén en Argentine